# Johnny Koanapo
Johnny Koanapo Rasou est un homme politique vanuatais.

## Biographie
Titulaire d'un Master en politique internationale publique de l'Université nationale australienne, il est employé par l'administration publique du ministère vanuatais de l'Éducation puis de l'Autorité publique de Promotion de l'Investissement au Vanuatu. Il dirige ensuite l'administration du ministère des Affaires étrangères. 
Membre du Vanua'aku Pati, il est élu député de l'île de Tanna au Parlement de Vanuatu aux élections de 2016, et est nommé secrétaire parlementaire auprès du Premier ministre Charlot Salwai. Réélu député en 2020, il est fait ministre des Finances et de l'Économie dans le gouvernement de Bob Loughman. En août 2022, le gouvernement Loughman perd sa majorité parlementaire lorsque dix-sept députés quittent la majorité et rejoignent les bancs de l'opposition menée par Ralph Regenvanu, qui devient majoritaire. Ce dernier dépose alors une motion de censure pour contraindre le gouvernement à la démission et pour pouvoir former un gouvernement à sa place. Bob Loughman demande et obtient que le président de la République, Nikenike Vurobaravu, dissolve le Parlement et appelle la tenue d'élections anticipées, empêchant ainsi le vote au Parlement de la motion de censure,. 
Johnny Koanapo est réélu député pour un troisième mandat, mais le Vanua'aku Pati se trouve sur les bancs de l'opposition au gouvernement Kalsakau. En août 2023, l'opposition parlementaire menée par Bob Loughman vote une motion de censure contre le gouvernement au Parlement. Après une période d'incertitude juridique, la Cour suprême confirme le 4 septembre la validité de cette motion, et les députés élisent Sato Kilman au poste de Premier ministre,,. Ce dernier nomme un gouvernement de coalition dans lequel Bob Loughman est vice-Premier ministre et Johnny Koanapo retrouve le portefeuille ministériel des Finances et de l'Économie,.
Le 6 octobre, le Parlement destitue le gouvernement Kilman par vingt-sept voix à zéro, les députés du camp Kilman ayant boycotté la séance. Les députés présents élisent alors Charlot Salwai Premier ministre. Le 7 décembre, le Vanua'aku Pati ayant accepté de se joindre à la majorité parlementaire en vue d'un gouvernement d'union nationale, Johnny Koanapo est nommé ministre de l'Intérieur dans le gouvernement Salwai. Il remplace Rick Tchamako Mahe.
En décembre 2023 il introduit au Parlement, au nom du gouvernement, un projet de loi visant à formaliser les partis politiques afin de stabiliser la vie politique du pays. Conformément à la Constitution, ce projet, ayant été adopté par les députés, est soumis à un référendum, le premier de l'histoire du pays, qui se tient le 29 mai 2024. Ayant été approuvée par les citoyens, la réforme entre en vigueur immédiatement.
Le 12 août 2024, à l'occasion d'un remaniement ministériel, il cède le ministère de l'Intérieur à Andrew Napuat et remplace John Salong au ministère des Finances.